# Шенкен, Тим
Ти́моти (Тим) Теодо́р Ше́нкен (англ. Timothy Theodore Schenken; 26 сентября 1943, Сидней) — австралийский автогонщик, участник чемпионата мира по автогонкам в классе Формула-1. Тимоти дебютировал в Формуле-1 в 1970 году в Гран-при Австрии, принял участие в 36 Гран-при и единожды завоевал подиум, придя третьим в Гран-при Австрии 1971 года.
В 1974 году он стал сооснователем команды Tiga Race Cars.

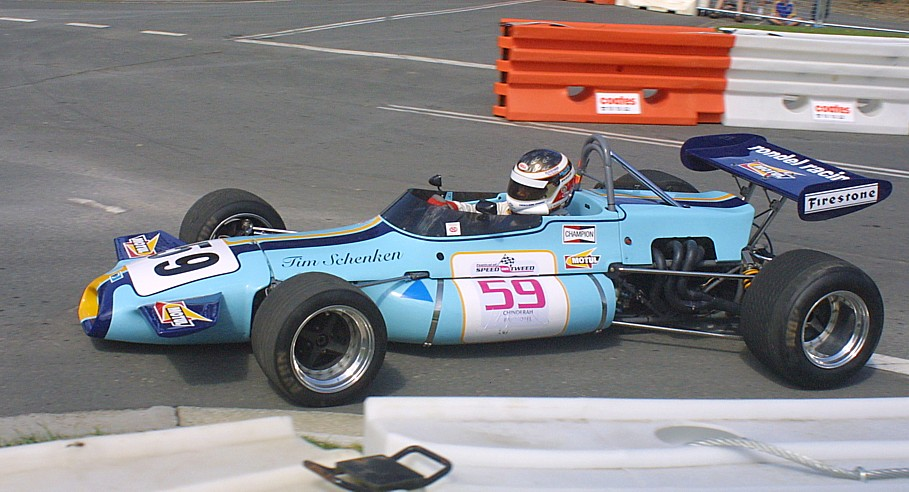
Brabham BT36, на котором выступал Шенкен в Формуле-2 в сезоне 1971 года

## Результаты выступлений в Формуле-1
| Легенда к таблице |                                                                    |
| --- | ------------------------------------------------------------------ |
| В таблице перечислены результаты всех Гран-при Формулы-1, в которых принимал участие гонщик. Строками таблицы являются сезоны, столбцами — этапы чемпионата мира. В каждой клетке указаны сокращённое название этапа и результат, дополнительно обозначенный цветом. Расшифровка обозначений и цветов представлена в нижеследующей таблице. |                                                                    |
| \| Пример \| Описание \| \| ------------ \| ------------------------------------------------------------------ \| \| 1 \| Победитель \| \| 2 \| Второе место \| \| 3 \| Третье место \| \| 5 \| Финишировал, заработав очки \| \| Сход \| Не финишировал, но при этом заработал очки \| \| 12 \| Финишировал, не получив очков \| \| НКЛ \| Финишировал, но не попал в финальную классификацию \| \| 15 \| Участвовал вне зачёта, либо по отдельной классификации \| \| 18 \| Не финишировал, но попал в финальную классификацию \| \| Сход \| Не финишировал \| \| НКВ \| Не прошёл квалификацию \| \| НПКВ \| Не прошёл предквалификацию \| \| ДСК \| Дисквалифицирован \| \| ИСК \| Исключён из протокола соревнований \| \| ТТ \| Заявлен для участия только в тренировках \| \| НС \| Участвовал в квалификации, но не стартовал в гонке \| \| Т \| Травмирован или болен \| \| ОТК \| Отказ от участия \| \| НТР \| Прибыл на соревнования, но на трассу не выезжал \| \| НПР \| Был заявлен в числе участников, но не прибыл к началу соревнований \| \| О \| Соревнования отменены \| \| \| Не участвовал \| \| Поул-позиция \| \| \| Быстрый круг \| \| |                                                                    |
| Пример | Описание                                                           |
| 1 | Победитель                                                         |
| 2 | Второе место                                                       |
| 3 | Третье место                                                       |
| 5 | Финишировал, заработав очки                                        |
| Сход | Не финишировал, но при этом заработал очки                         |
| 12 | Финишировал, не получив очков                                      |
| НКЛ | Финишировал, но не попал в финальную классификацию                 |
| 15 | Участвовал вне зачёта, либо по отдельной классификации             |
| 18 | Не финишировал, но попал в финальную классификацию                 |
| Сход | Не финишировал                                                     |
| НКВ | Не прошёл квалификацию                                             |
| НПКВ | Не прошёл предквалификацию                                         |
| ДСК | Дисквалифицирован                                                  |
| ИСК | Исключён из протокола соревнований                                 |
| ТТ | Заявлен для участия только в тренировках                           |
| НС | Участвовал в квалификации, но не стартовал в гонке                 |
| Т | Травмирован или болен                                              |
| ОТК | Отказ от участия                                                   |
| НТР | Прибыл на соревнования, но на трассу не выезжал                    |
| НПР | Был заявлен в числе участников, но не прибыл к началу соревнований |
| О | Соревнования отменены                                              |
| | Не участвовал                                                      |
| Поул-позиция |                                                                    |
| Быстрый круг |                                                                    |

| Год  | Команда | Шасси                     | Двигатель   | 1     | 2        | 3      | 4        | 5        | 6        | 7        | 8       | 9        | 10       | 11       | 12       | 13       | 14     | 15      | Место | Очки |
| ---- | ------- | ------------------------- | ----------- | ----- | -------- | ------ | -------- | -------- | -------- | -------- | ------- | -------- | -------- | -------- | -------- | -------- | ------ | ------- | ----- | ---- |
| 1970 | Уильямс | De Tomaso 505             | Cosworth V8 | ЮАР   | ИСП      | МОН    | БЕЛ      | НИД      | ФРА      | ВЕЛ      | ГЕР     | АВТ Сход | ИТА Сход | КАН НКЛ  | США Сход | МЕК      |        |         | НКЛ   | 0    |
| 1971 | Брэбем  | Brabham BT33              | Cosworth V8 | ЮАР   | ИСП 9    | МОН 10 | НИД Сход | ФРА 12   | ВЕЛ 12   | ГЕР 6    | АВТ 3   | ИТА Сход | КАН Сход | США Сход |          |          |        |         | 14    | 5    |
| 1972 | Surtees | Surtees TS9B Surtees TS14 | Cosworth V8 | АРГ 5 | ЮАР Сход | ИСП 8  | МОН Сход | БЕЛ Сход | ФРА 17   | ВЕЛ Сход | ГЕР 14  | АВТ 11   | ИТА Сход | КАН 7    | США Сход |          |        |         | 19    | 2    |
| 1973 | Уильямс | Iso-Marlboro IR           | Cosworth V8 | АРГ   | БРА      | ЮАР    | ИСП      | БЕЛ      | МОН      | ШВЕ      | ФРА     | ВЕЛ      | НИД      | ГЕР      | АВТ      | ИТА      | КАН 14 | США     | НКЛ   | 0    |
| 1974 | Trojan  | Trojan T103               | Cosworth V8 | АРГ   | БРА      | ЮАР    | ИСП 14   | БЕЛ 10   | МОН Сход | ШВЕ      | НИД НКВ | ФРА      | ВЕЛ Сход | ГЕР НКВ  | АВТ 10   | ИТА Сход | КАН 14 |         | НКЛ   | 0    |
| 1974 | Лотус   | Lotus 76                  | Cosworth V8 |       |          |        |          |          |          |          |         |          |          |          |          |          |        | США ДСК | НКЛ   | 0    |